# Пекуотска война
Пекуотската война (на английски: Pequot War) е колониална война, първият голям въоръжен конфликт между индианците и английските заселници в Нова Англия.
В резултат fj тази война двете доминиращи племена в региона – пекуот и нарагансетq са почти унищожени и английските селища бързо се разпростират в Нова Англия.

## Предистория
В началото на 1630-те години англичаните и холандците се борят за контрол върху търговията с кожи в долината на река Кънектикът. Пекуотите от своя страна претендират за района като своя изконна родина и държат монопола в търговията с кожи. Търговците от Бостън достигат река Кънектикът през 1633 г. и основават търговски пост в Уиндзор като по този начин улавят всички кожи пътуващи надолу по реката към холандците. В отговор холандците закупуват от пекуот земя, която обаче принадлежи на матабесиките и построяват укрепление. Конкуренцията между двете европейски сили се отразява и на местните народи. Подчинените на пекуот племена като ниантик и матабесиките приветстват англичаните като освободители, а ниските цени на английските стоки разединява племената. Възползвайки се от момента нарагансетите атакуват пекуотите през 1635 г. и си възвръщат заграбени по-рано земи в западен Роуд Айланд. Първите английски заселници пристигат в Хартфорд през 1636 г. Докато мохеганите и матабесиките приветстват новодошлите англичани, пекуотите влизат в множество схватки с тях, които едва не довеждат до открита война.

## Причини за войната
През лятото на същата година войни на западните ниантик пленяват лодката на един търговец от Бостън и убиват един от екипажа близо до Блок Айланд. Властите в Бостън преписват стореното на пекуотите и без да се консултират с властите в Кънектикът изпращат наказателна експедиция от 90 мъже до Блок Айлънд със заповед да убият всеки мъж и да пленят жените и децата, които са ценни като роби. Предупредени навреме, ниантиките на Блок Айлънд успяват да се измъкнат оставяйки 14 убити. Англичаните унищожават селото и посевите на индианците и продължават пътя си към форт Сейбрук с надеждата да съберат още мъже за похода до селата на пекуотите, където да поискат обезщетение за убийството на търговеца. Пристигането на мъжете от Масачузетс в Сейбрук води до притеснение сред хората в Кънектикът, които не са чули нищо за убийството на търговеца. Пекуотите също са изненадани от пристигането на белите, но успяват навреме да избягат. След изгарянето на поредното село и нивите с посеви, белите се връщат в Бостън доволни, че са дали добър урок на диваците. За отмъщение за изгарянето на селата и посевите им, пекуотите и западните ниантики обсаждат Сейбрук и организират серия от нападения над отдалечени бели селища като същевременно приканват мохеганите и нарагансет да се присъединят към тях. Когато до пуританите в Бостън достига новината, че пекуотите организират съюз с други племена, за да изгонят англичаните, Съвета на колонията Масачузетс Бей моли Роджър Уилямс, основателя на плантацията Провидънс (бъдещия Роуд Айланд), който се ползва с голямо уважение и има изключително влияние сред нарагансетите, да държи нарагансет настрана от този съюз. Роджърс успява не само да спечели нарагансетите на страната на пуританите, но и мохеганите.

## Ход на военните действия
През 1637 г. пекуотите предприемат серия от нападения над английските селища. Войната ескалира и достига връхната си точка с изгарянето на селото крепост Мистик на пекуотите. През май 1637 г. съдът в Хартфорд обявява война на племето. Смесена експедиция от 90 заселници и 70 мохегани е събрана, за да атакуват основното село на пекуот – Мистик. Когато експедицията достига селото, войните пекуот са подготвени и ги очакват. Виждайки, че не ще се справят, англичаните обръщат и продължават на изток към Роуд Айлънд, където към тях се присъединяват 200 войни нарагансет. Попълнили силите си въоръжените мъже се връщат отново при Мистик. На 26 май колоната обгражда селото, в което има около 700 жени, деца и старци. Войните са ангажирани с нападения близо до Хартфорд. Белите подпалват селото и всички, които не умират в пламъците са убити. Ужасени от зверствата и с пречупен боен дух, пекуотите се разпръсват.
Англичаните не са доволни от дадения урок на пекуотите и решават да унищожат племето до крак. В края на юни 1637 г. експедиция от 120 бели мъже пристига в селата им. Намирайки ги изоставени колоната започва преследване. В Сейбрук към тях се присъединяват още 40 бели мъже, плюс скаути мохегани. Колоната преследвачи настига пекуотите в Саскуа – едно село на пекуаноките, близо до Файърфилд. Пекуотите се барикадират в близкото блато и отказват да се предадат. В последвалата битка 80 пекуоти успяват да избягат, 180 други са заловени и около 150 са убити. Пекуотите, които успяват да се спасят бягат при мохиканите в Шагхтикок. Тези, които остават в Кънектикът са безмилостно преследвани и накрая са принудени да молят за мир. По-малко от половината от 3000-те пекуоти преживяват войната.